# Communauté de communes Seine-Bord
Pour les articles homonymes, voir Seine (homonymie) et Bord.
La Communauté de communes Seine-Bord est une ancienne communauté de communes française, située dans le département de l'Eure et dans la région Haute-Normandie. Créée en 1996, elle fusionne le 1er janvier 2013 avec la Communauté d'agglomération Seine-Eure.

## Composition
Lors de la fusion avec la communauté d'agglomération Seine-Eure, elle regroupe sept communes :
| Commune              | Population 1999 | Code postal | Code INSEE |
| -------------------- | --------------- | ----------- | ---------- |
| Alizay               | 1 262           | 27460       | 27008      |
| Criquebeuf-sur-Seine | 1 036           | 27340       | 27188      |
| Les Damps            | 952             | 27340       | 27196      |
| Igoville             | 1 474           | 27460       | 27348      |
| Martot               | 435             | 27340       | 27394      |
| Montaure             | 1 073           | 27400       | 27412      |
| Tostes               | 346             | 27340       | 27648      |